# 青山公路－元朗段

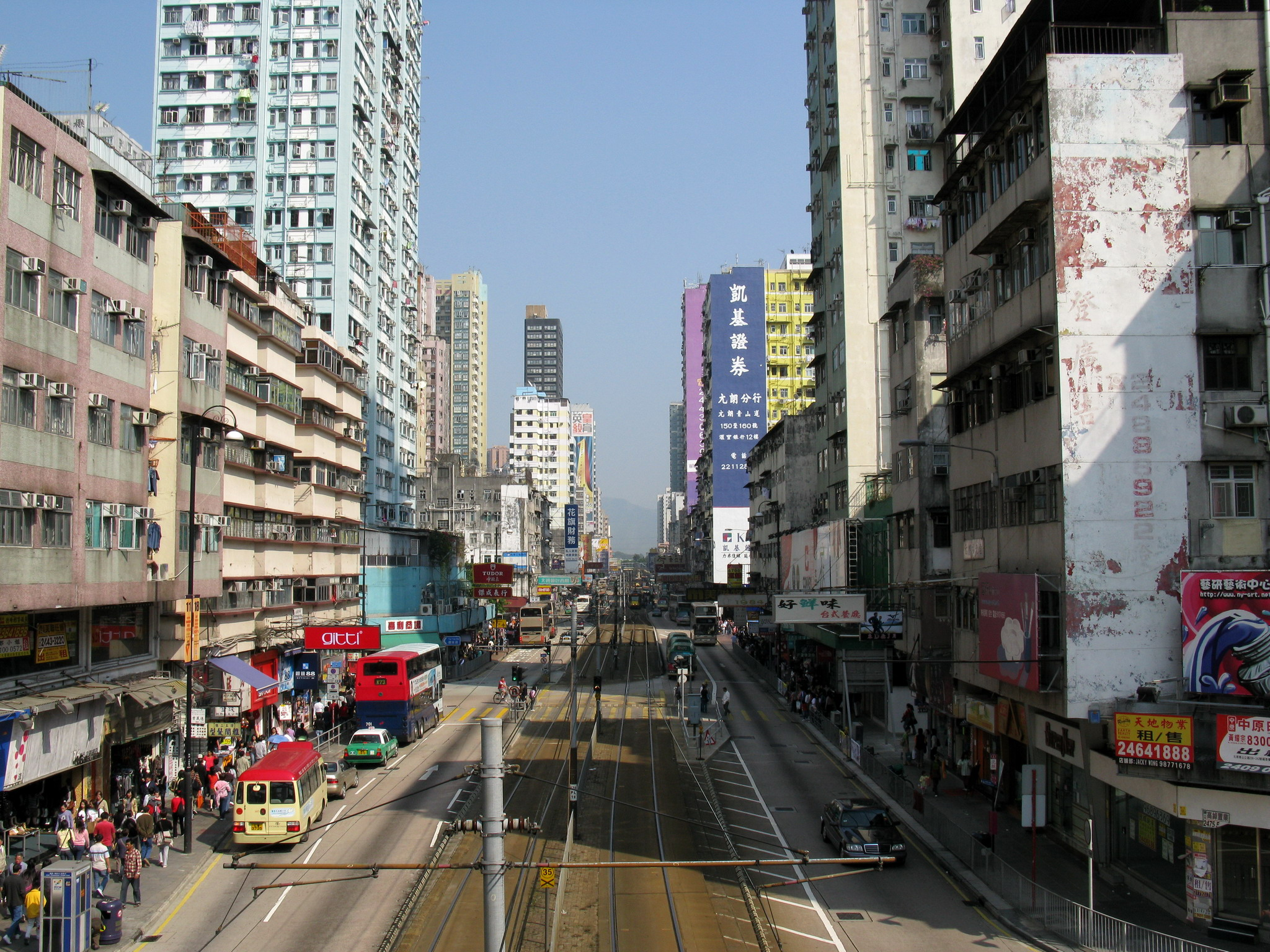
青山公路－元朗段是元朗市中心主要道路

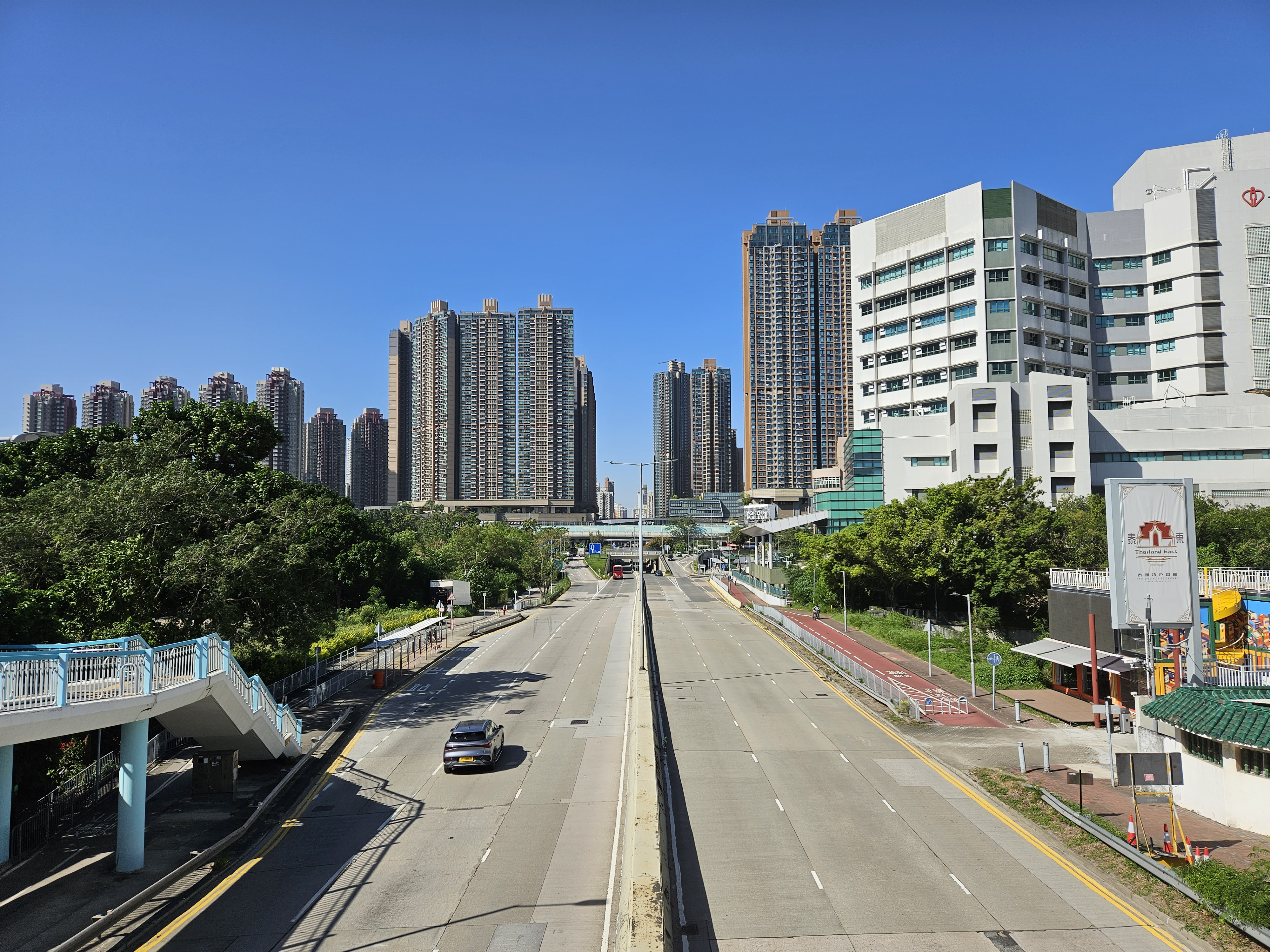
青山公路－元朗段近東成里（向西望，2023年11月）

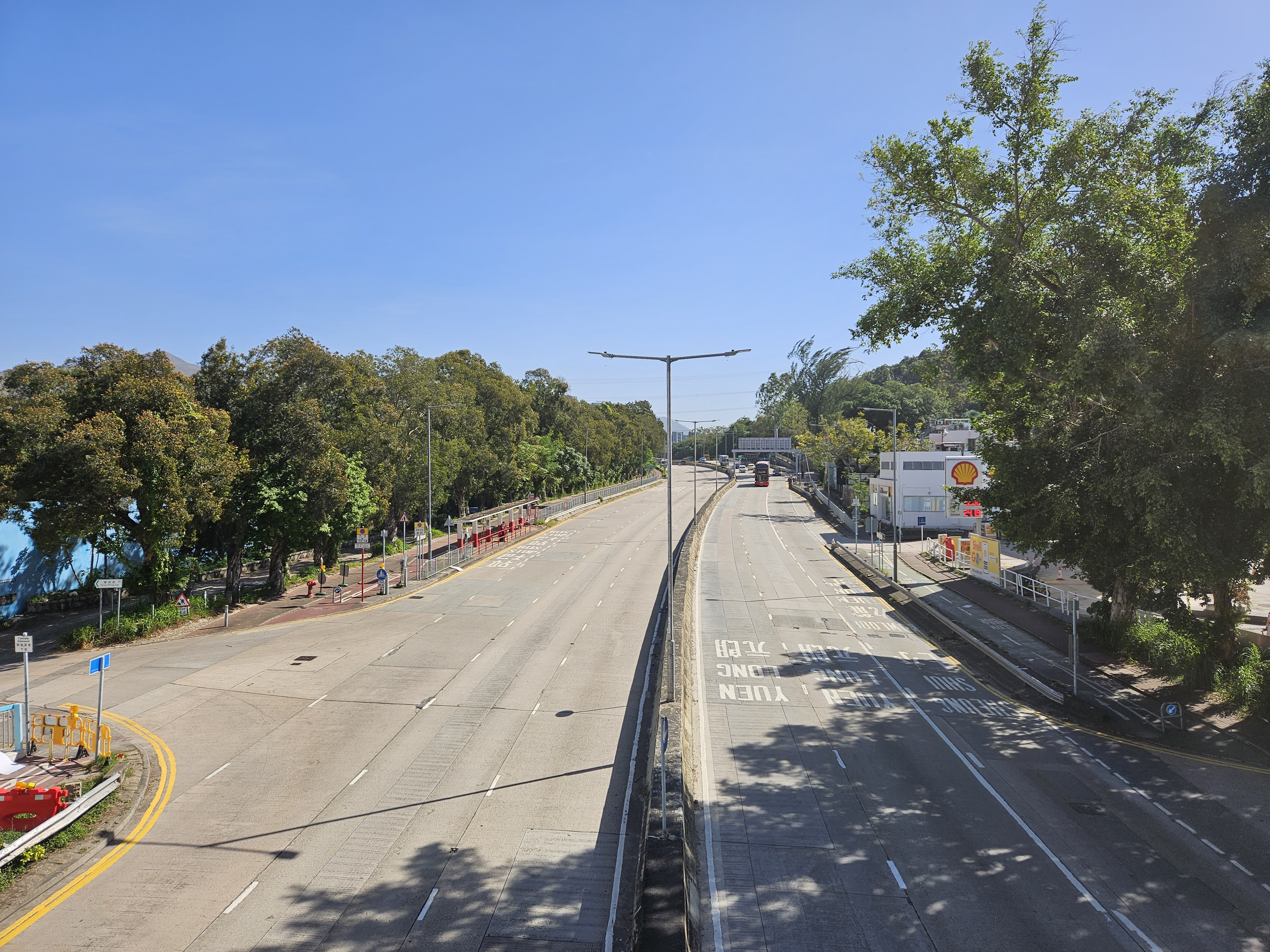
青山公路－元朗段近東成里（向東望）

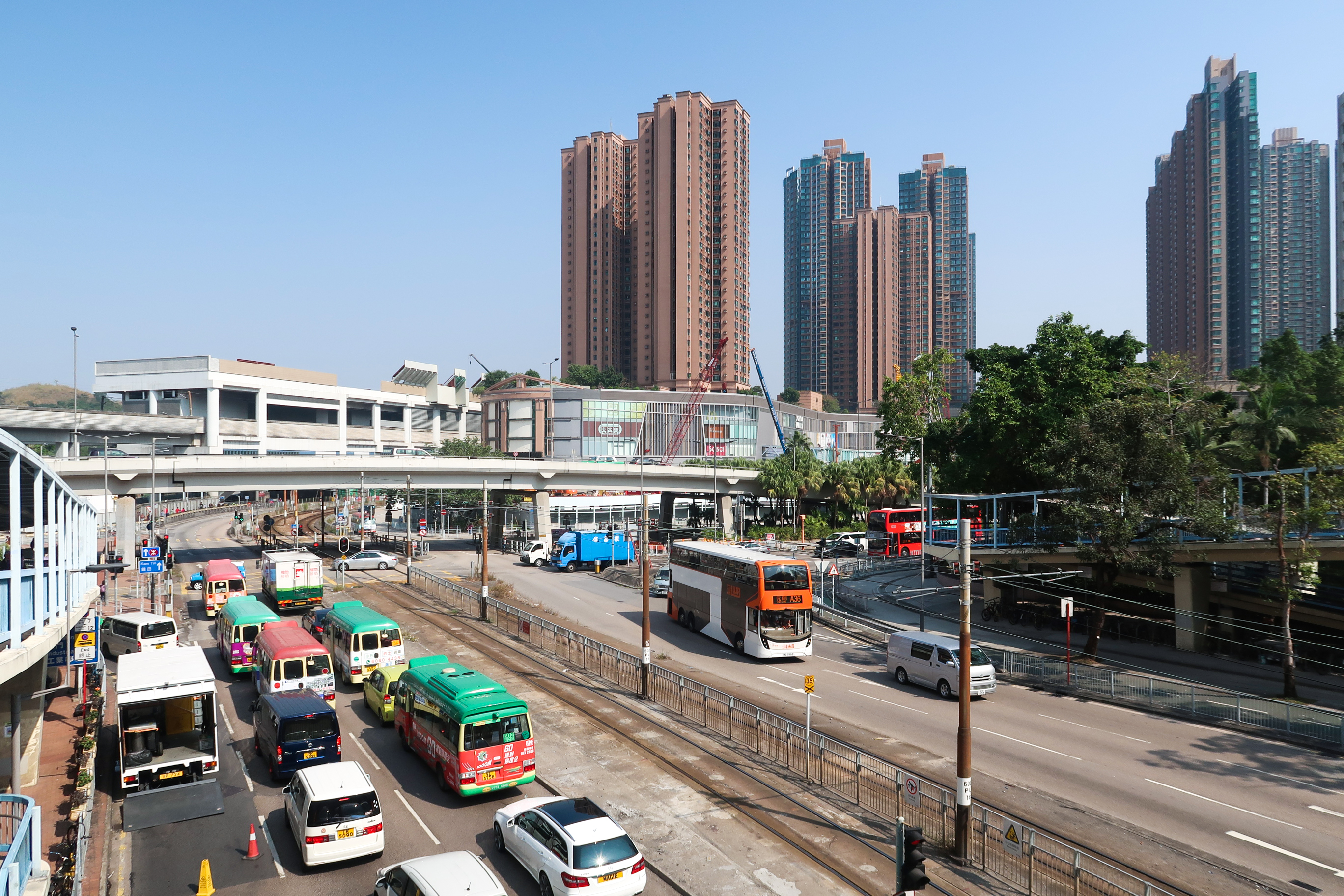
青山公路－元朗段近元朗站上蓋項目（2019年1月）

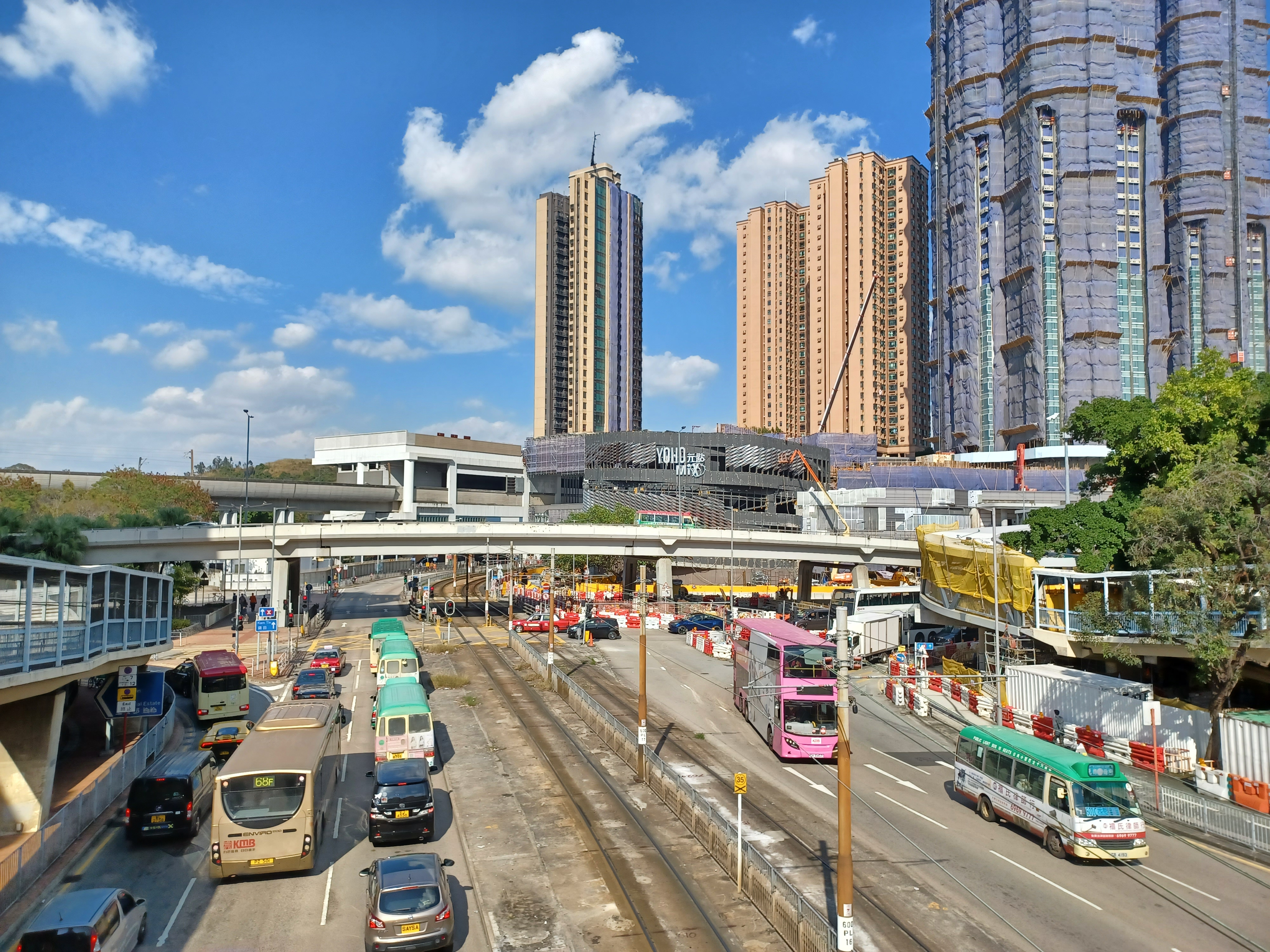
青山公路－元朗段近元朗站上蓋項目（2022年3月）

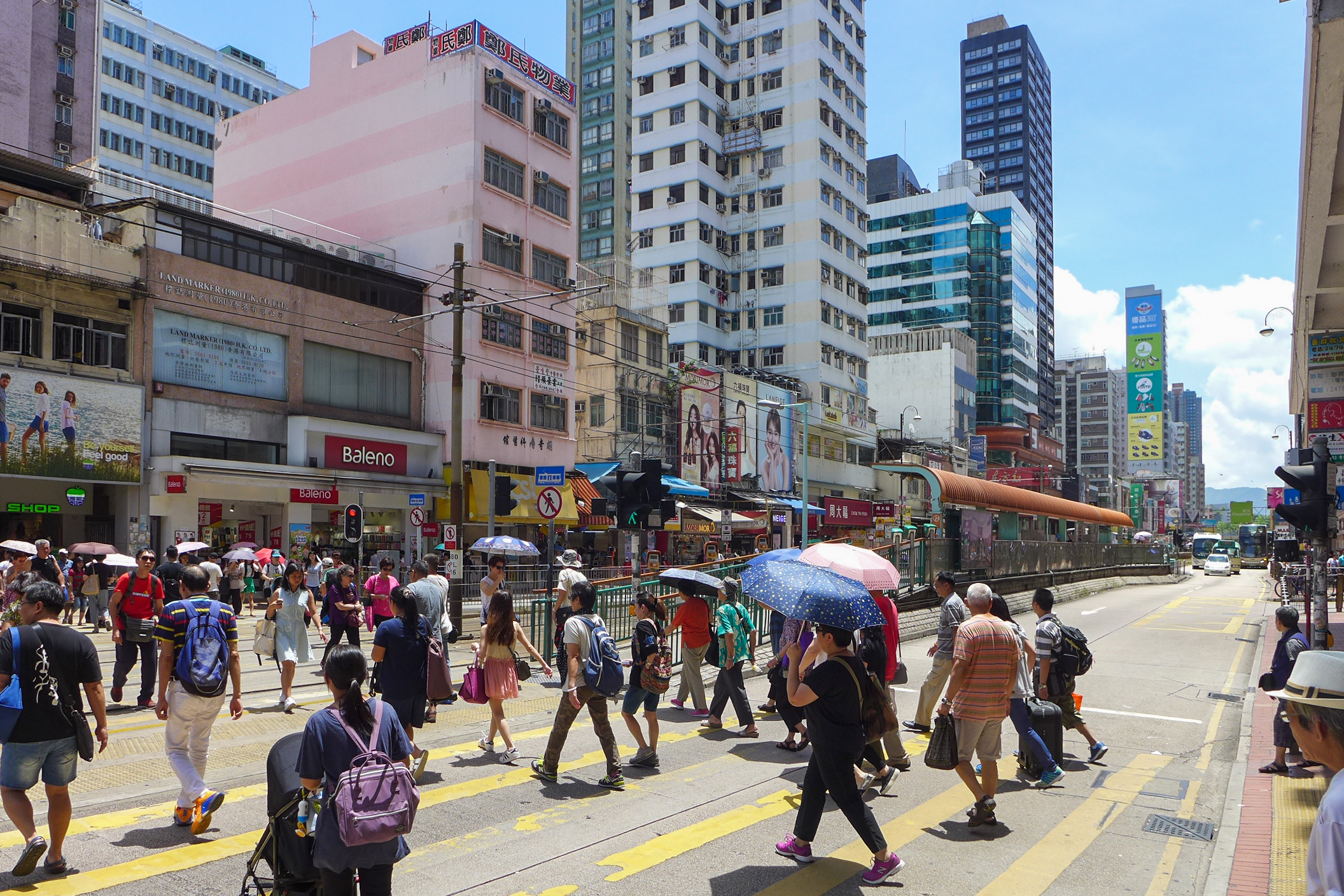
青山公路－元朗段近康樂路站

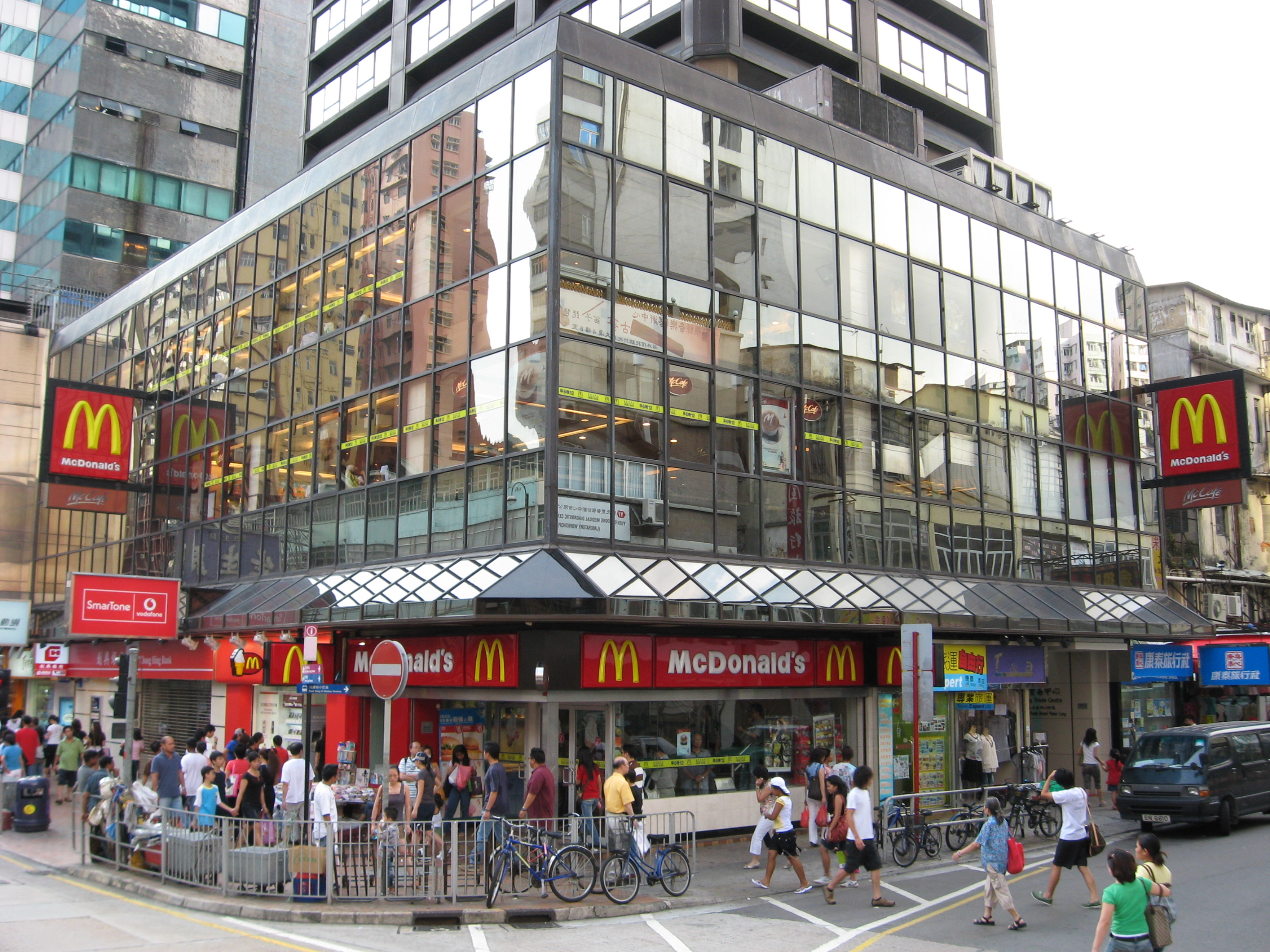
元朗貿易中心位於元朗大馬路109號，基座是麥當勞餐廳

青山公路－元朗段（英語：Castle Peak Road - Yuen Long）是青山公路的其中一段，貫穿元朗市中心，是香港新界元朗區的一條主要道路。

## 走向
青山公路－元朗段的西端在水邊圍附近接屏山段，至凹頭接上潭尾段，橫跨元朗新市鎮的核心地帶。西面一段曾稱元朗大馬路（簡稱大馬路），於1935年2月15日命名。雖然政府於1968年8月2日更改為現時的名稱，但現時仍有人用元朗大馬路的稱呼，並見於路上的不少門牌。
此段西端接上屏山段，是位於與媽廟路及體育路相交的十字路口。此處曾是元朗西迴旋處，但因於1985年7月興建輕鐵而改成交通燈位。現時該處路邊仍有「元朗西迴旋處花園」，是以前迴旋處的邊緣改建而成。
此段中間，元朗大馬路東面的鳳翔路路口曾經是元朗東迴旋處，因興建輕鐵而改成今日的模樣。青山公路也因此而中斷，有兩小段斜向然後回復到原來的路線，而為改善路面擠塞，東行車輛左轉後不能直接右轉回青山公路，而要直行，沿朗日路繞過港鐵元朗站及新元朗中心之後才可轉回青山公路。此段一直延伸，經過至凹頭迴旋處，潭尾段或錦田公路，而博愛交匯處則連接大欖隧道及落馬洲過境通道，以直達邊境、荃葵、九龍、香港國際機場和港島區。

## 重要設施
沿路為元朗市中心最繁盛地區，西面一段設有很多各式各樣的店鋪和食肆。而且由於此段發展已久，大型屋苑沒有在此發展，路邊多數是單幢住宅。1980年代起有一些商業樓宇，加上1990年代落成的元朗廣場及開心廣場，及少量重建項目，形成元朗區的商業中心。唯自2012年起，由於內地客帶動，區內的金行及藥房一度「成巷成市」，一條街有高達60間藥房。其中新基大廈地下1號舖原有租客為永樂茶餐廳，每月租金僅6萬元，呎租約47.2元；不過近月美容產品連鎖店卡萊美以高價搶租，以每月23萬元承租，比舊約大升2.8倍。
該處有自1975年開設，區內的第一間西餐廳「祖凡尼意大利餐廳」，不過因創辦人葉子江數年前因病逝世，加上業主加租，餐廳難以維持收支平衡，最終於2015年8月31日結業。
此段較重要的建築物包括元朗警署、元朗民政事務署大樓、元朗廣場、開心廣場及元朗貿易中心等。此外，輕鐵的路軌也有途經，位於來回方向行車線的中間，並在沿路設有數個車站。
東面一段則有元朗（東）巴士總站（現址為The YOHO Hub）、新元朗中心、YOHO Midtown、Grand YOHO、博愛交匯處（接駁元朗公路及3號幹線）及博愛醫院等。

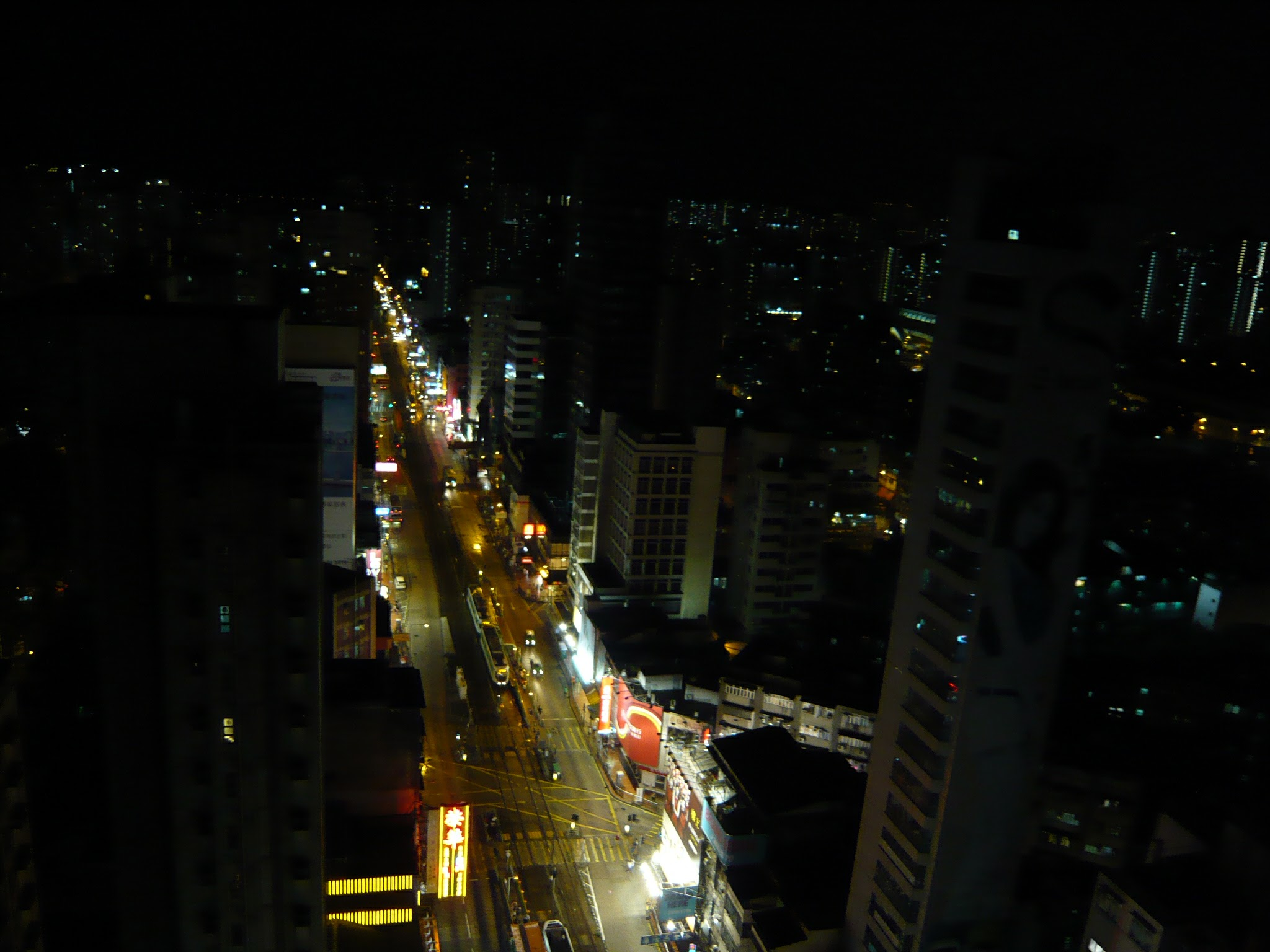
晚上的青山公路－元朗段
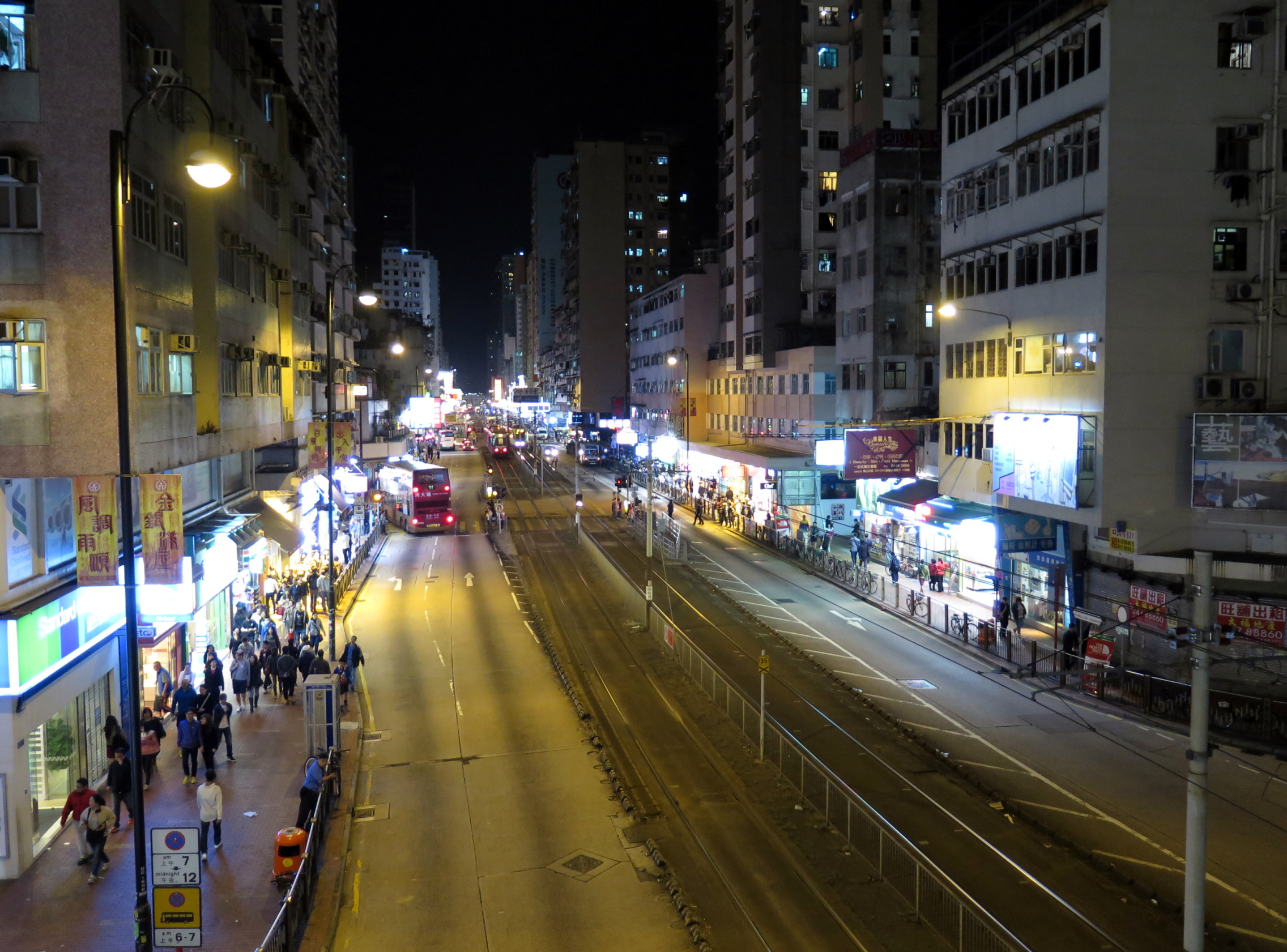
晚上的青山公路－元朗段
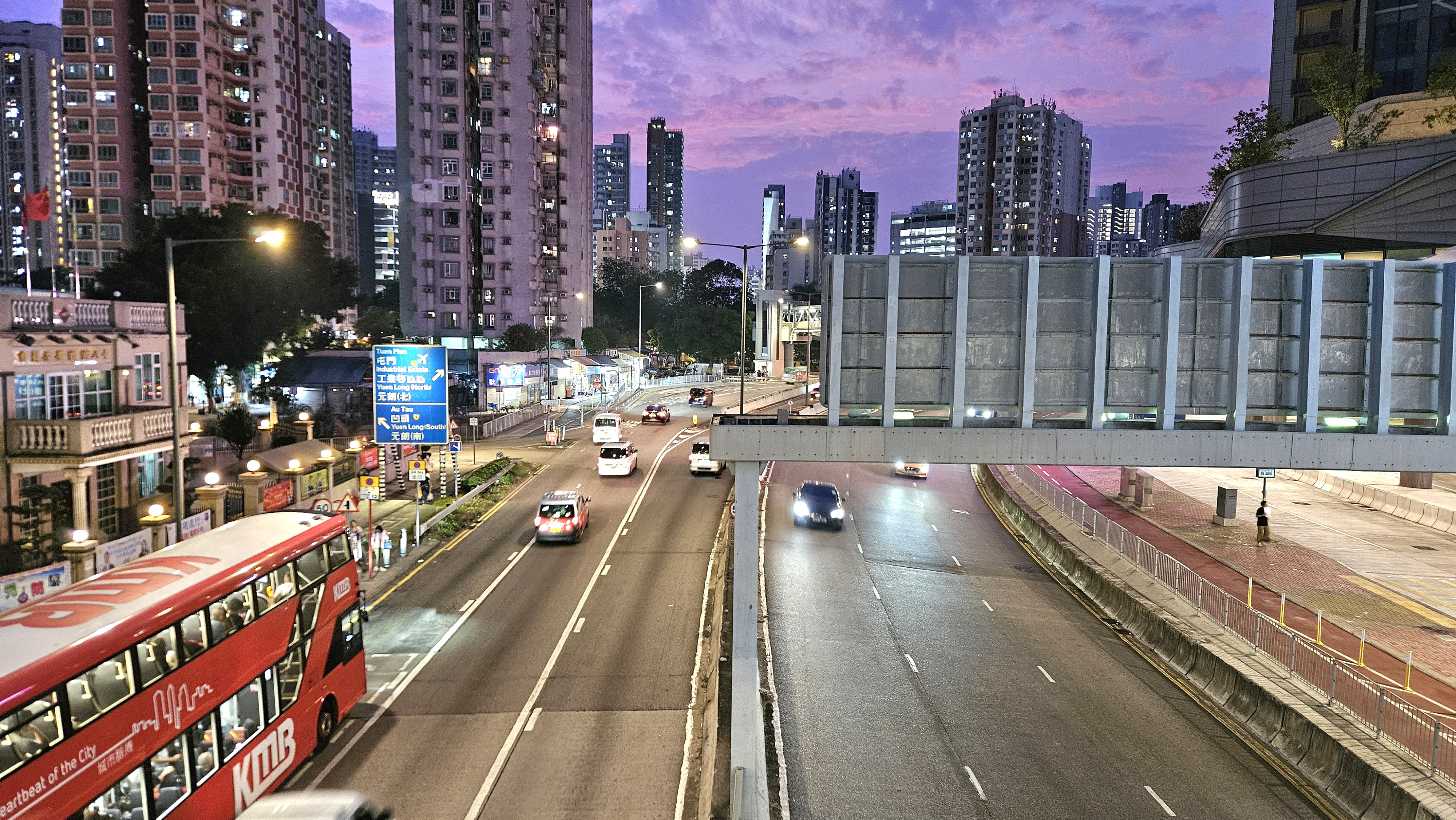
青山公路－元朗段近十八鄉鄉事委員會
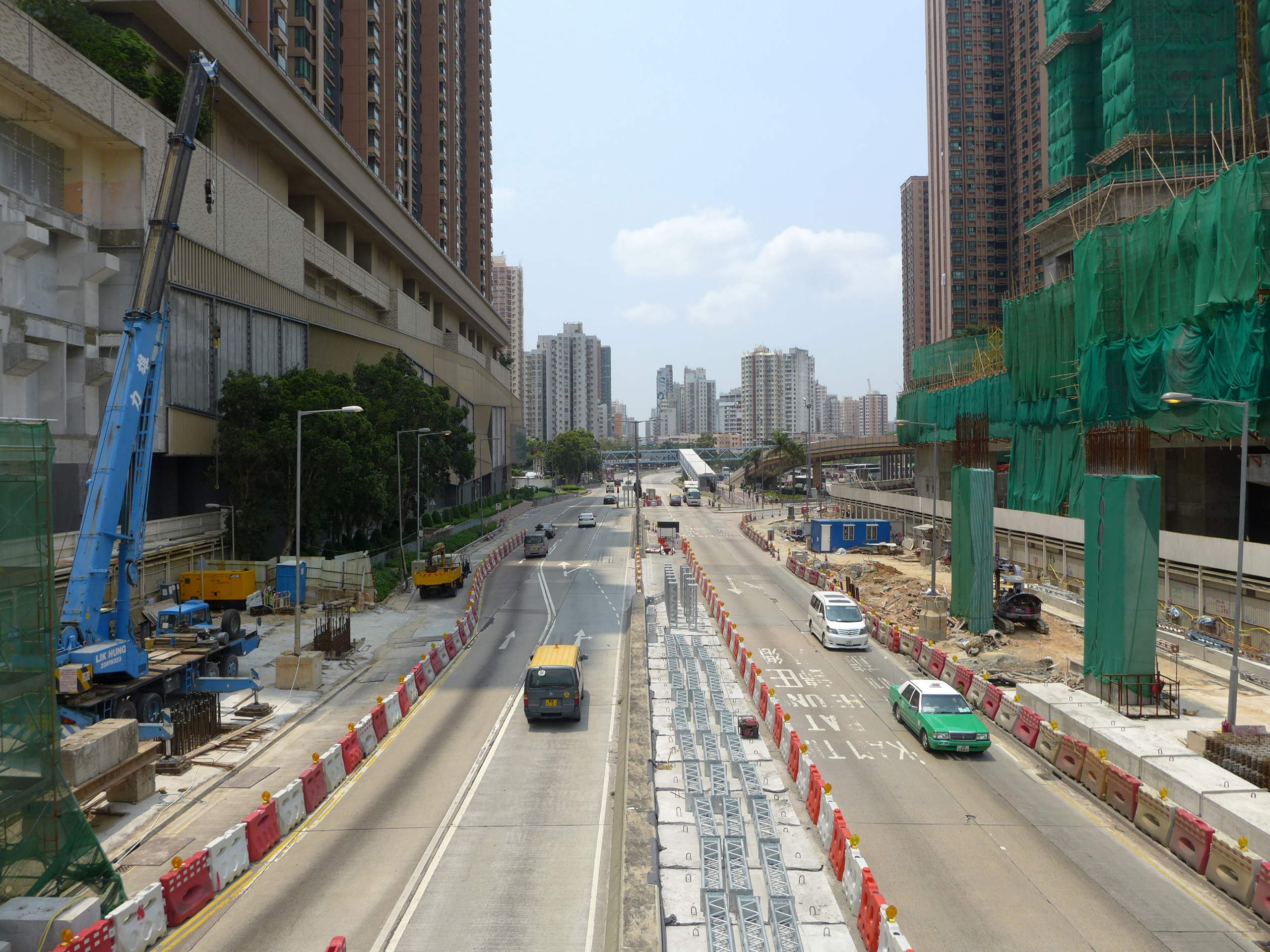
青山公路－元朗段近YOHO Midtown（向西望）
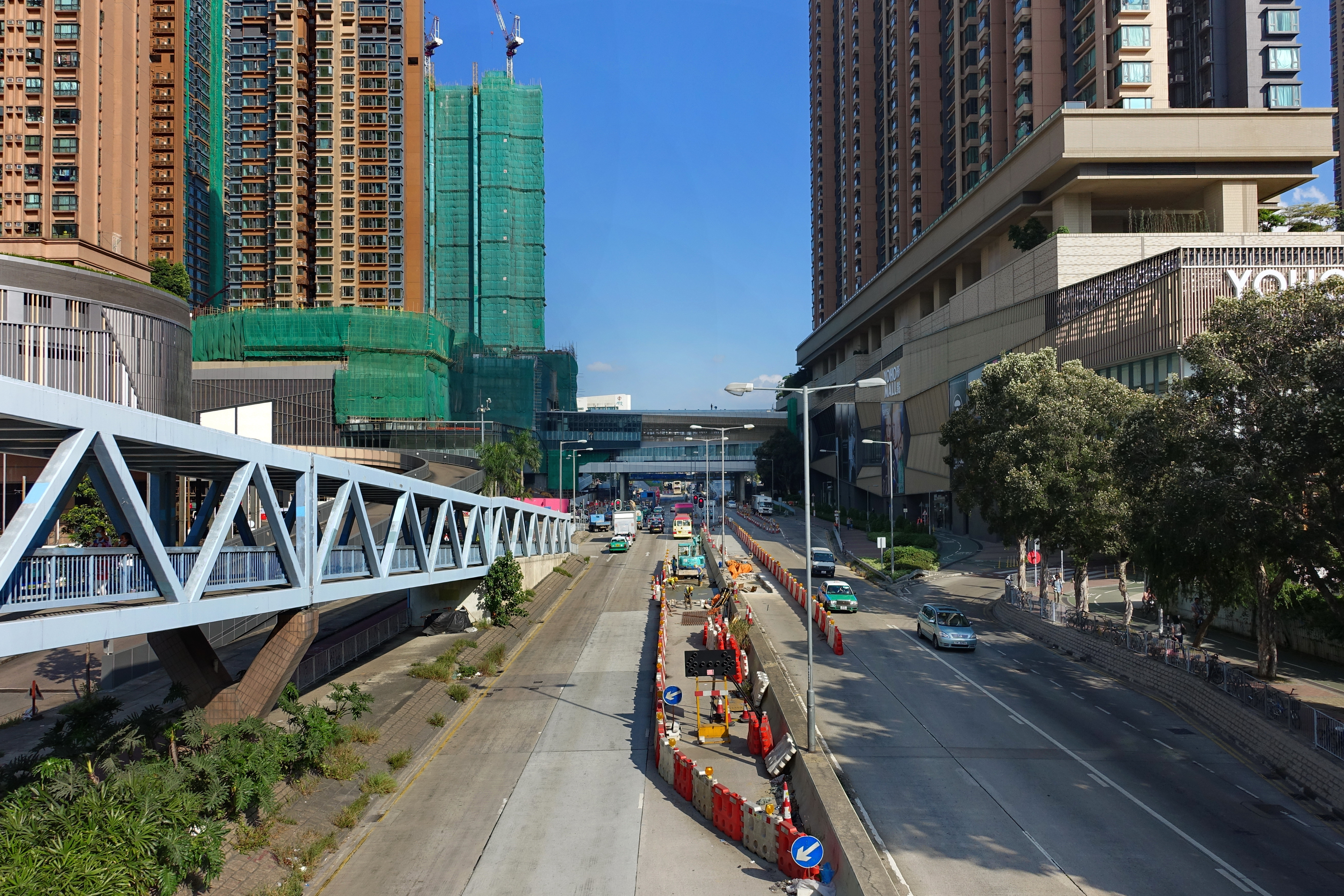
青山公路－元朗段近YOHO Midtown（向東望）
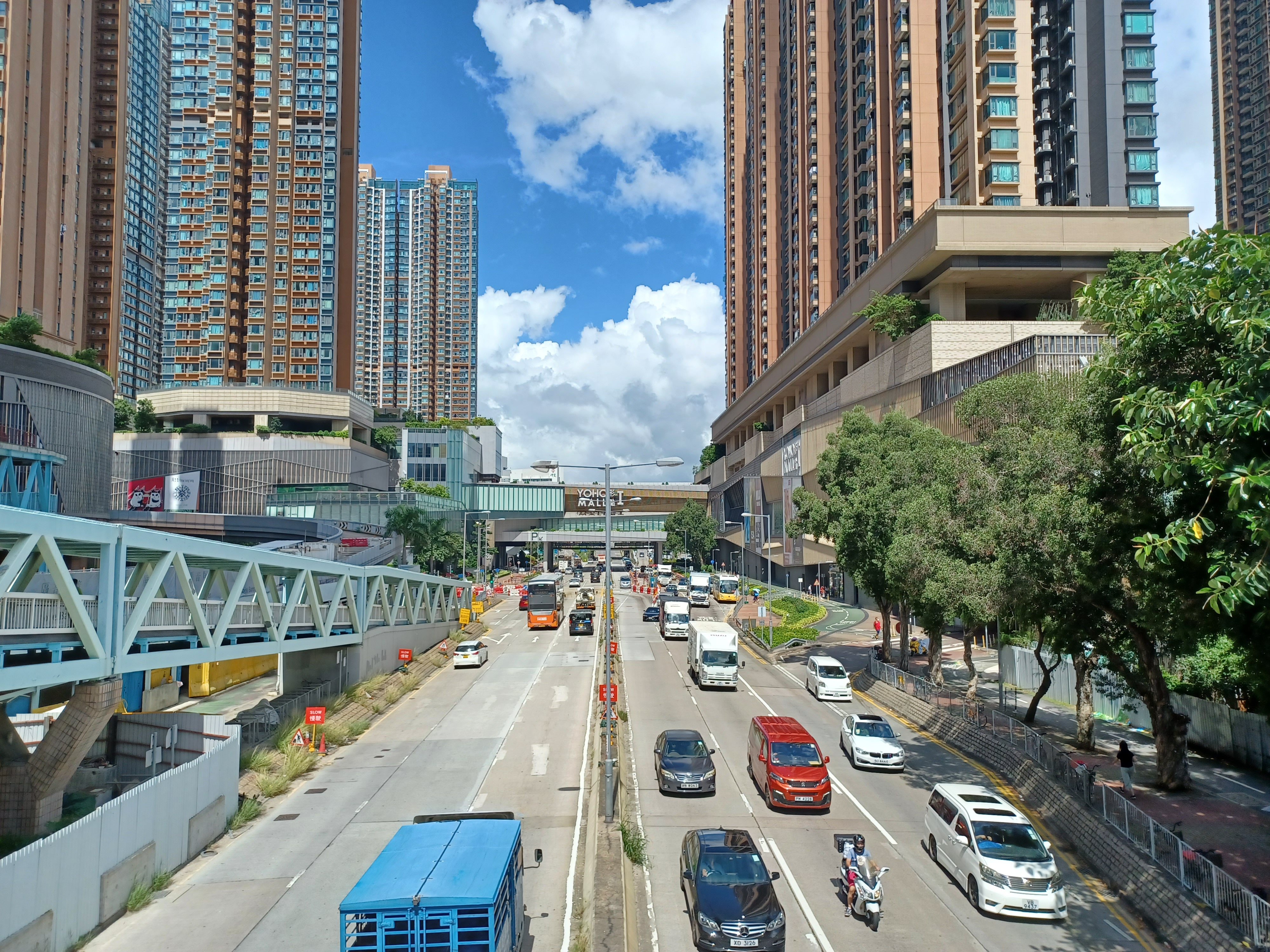
青山公路－元朗段近YOHO Midtown（向東望，2022年5月）
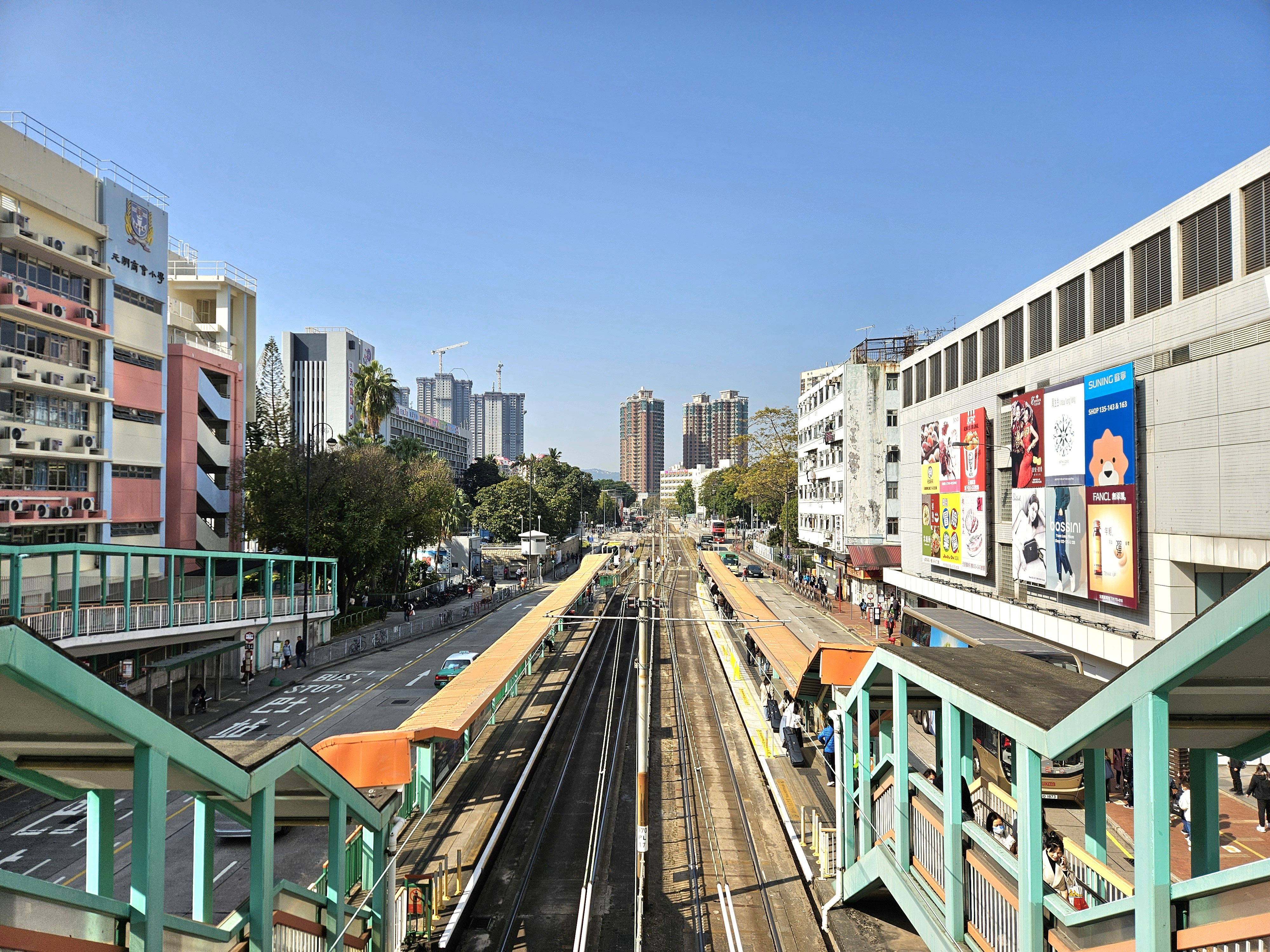
於青山公路－元朗段路中心的輕鐵豐年路站與旁邊的元朗廣場
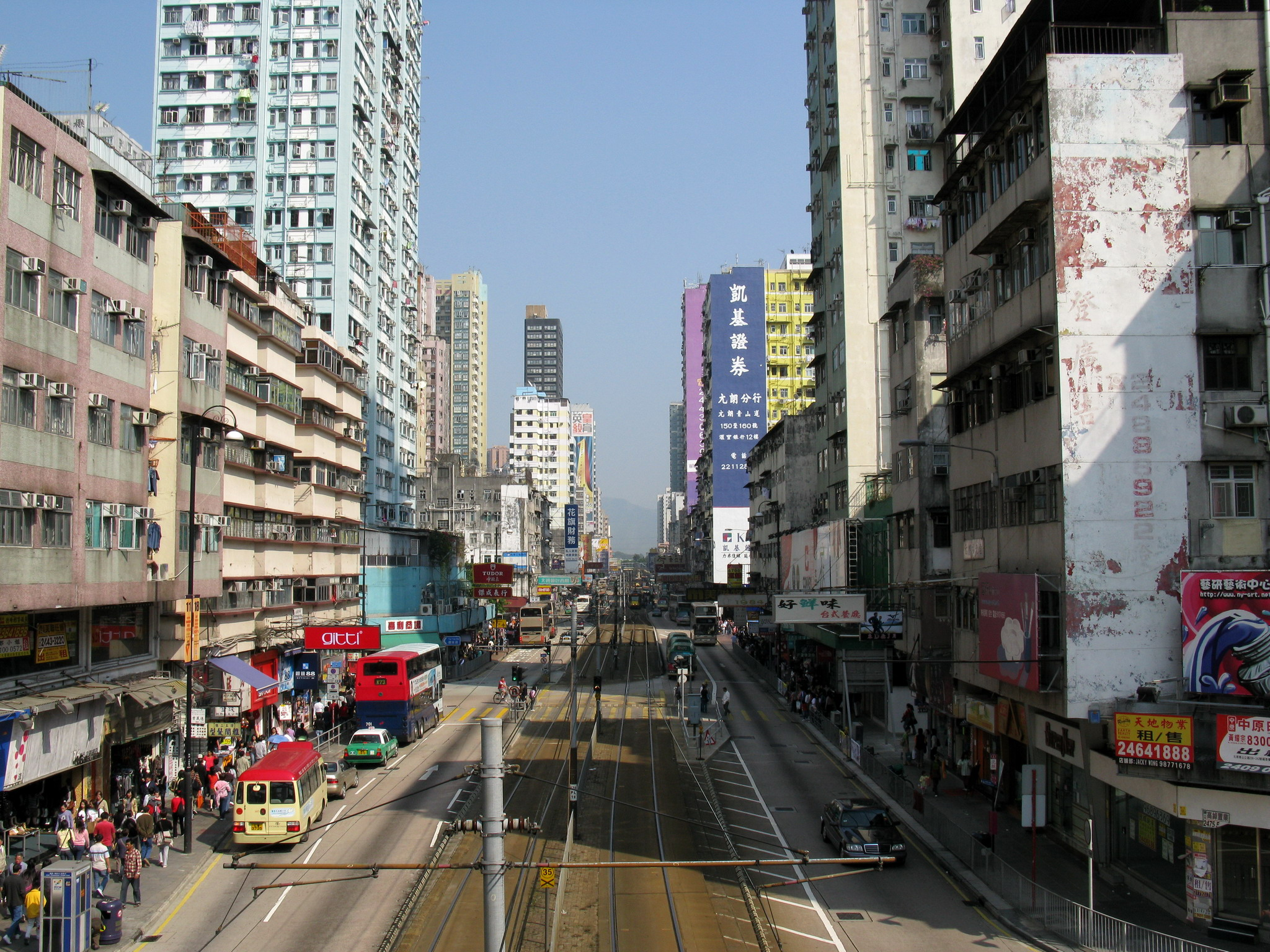
青山公路－元朗段近豐年路
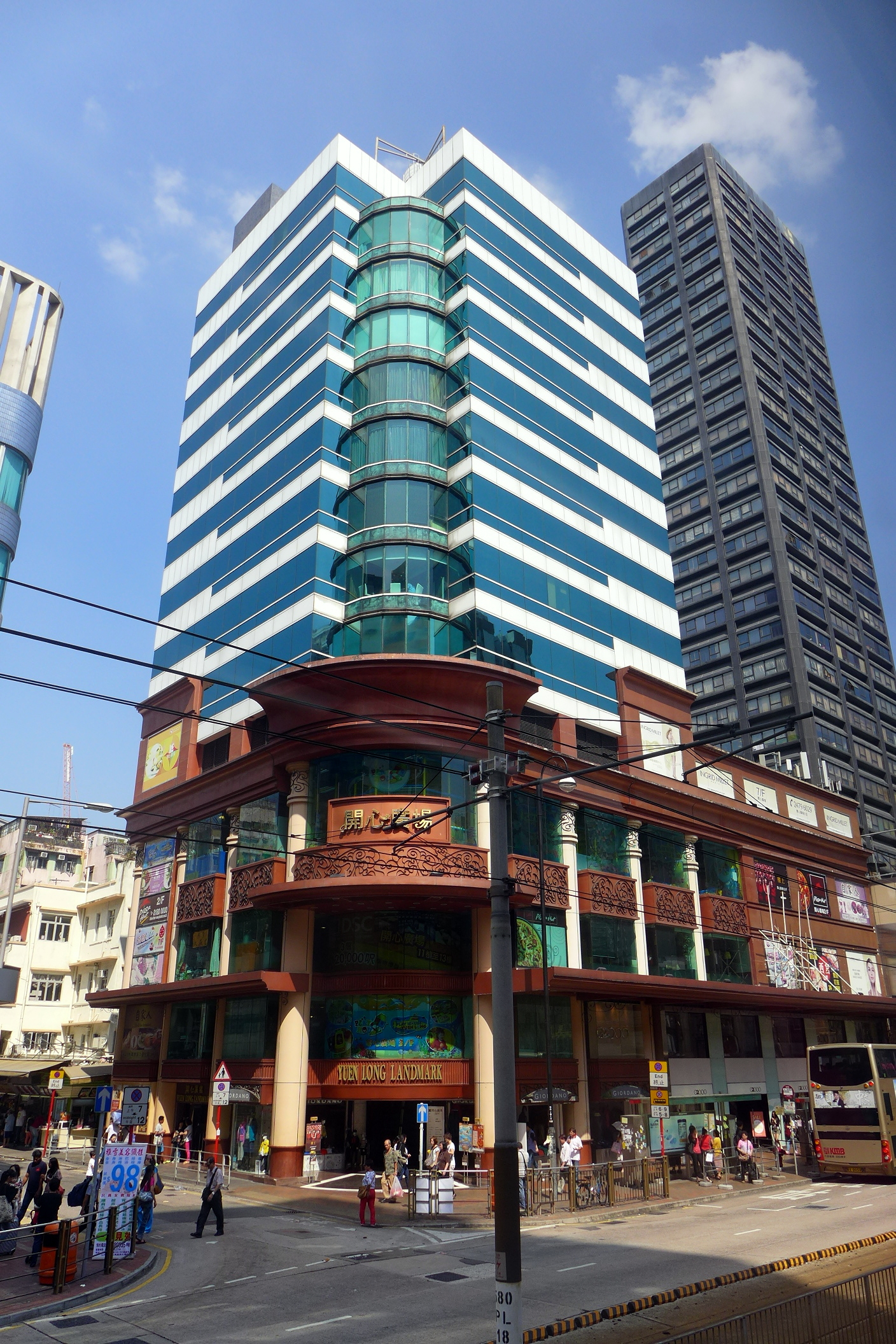
位於青山公路－元朗段旁的開心廣場

## 門牌
由於元朗段是由元朗大馬路及其他道路組合而成，門牌編號依元朗大馬路的方法，從鳳翔路路口起向西遞增。於是鳳翔路路口以東的青山公路一律沒有門牌編號。

## 外部連結
- 元朗市行人環境改善計劃